# Freedom (álbum de Refused)
Freedom es el cuarto álbum de estudo de la banda sueca de hardcore punk Refused, lanzado por Epitaph Records el 29 de junio del 2015, en CD, LP y casete. 
Es el primer álbum desde The Shape of Punk to Come (1998), y a su vez el primero con el bajista Magnus Flagge como miembro oficial desde Songs to Fan the Flames of Discontent (1996), y el primero sin el guitarrista Jon F. Brännström desde This Just Might Be... the Truth (1994).
La banda lanzó el sencillo Elektra a aporte voluntario, junto con pre-orders del álbum (mínimo de USD$25) para la organización benéfica Save the Children, en ayuda de los damnificados del Terremoto de Nepal y posteriores réplicas en abril de 2015. Esto fue seguido por el lanzamiento de Françafrique el 26 de mayo, y Dawkins Christ por BBC Radio One como el "Hottest Record in the World" (Disco más caliente del mundo) el 11 de junio.
El álbum fue incluido en el #33 de Rock Sound, dentro de los mejores 50 álbumes de 2015.

## Listado de canciones
Toda la música compuesta por Refused, excepto donde se denota.

Todas las canciones escritas y compuestas por Refused except where noted. 
| N.º | Título                                            | Duración |  |
| 1.  | «Elektra (Refused/Shellback)»                     | 3:11     |  |
| 2.  | «Old Friends / New War (Refused/Osip Mandelstam)» | 4:26     |  |
| 3.  | «Dawkins Christ»                                  | 4:03     |  |
| 4.  | «Françafrique»                                    | 4:38     |  |
| 5.  | «Thought Is Blood»                                | 4:17     |  |
| 6.  | «War on the Palaces»                              | 3:34     |  |
| 7.  | «Destroy the Man (Refused/Anders Lind)»           | 3:23     |  |
| 8.  | «366 (Refused/Shellback)»                         | 5:19     |  |
| 9.  | «Servants of Death»                               | 3:42     |  |
| 10. | «Useless Europeans»                               | 6:31     |  |

## Créditos
| Refused - Dennis Lyxzén – voces - David Sandström – batería - Kristofer Steen – guitarras - Magnus Flagge – bajo Músicos adicionales - Church – voces adicionales (tracks 3, 4, 6, 7, 9) - Jennifer Goodridge – voces adicionales (tracks 3, 10) - Brian Grover – voces adicionales (tracks 3, 10) - Adam "Atom" Greenspan – teclados, programación (tracks 2, 9) - Robert Columbus – percusión (tracks 3, 4) - Rasmus Lindelöw – teclados (tracks 5, 6) - Dan Regan – órgano (tracks 4, 6) - John Christianson – órgano (tracks 4, 6) - Matt Appleton – órgano (tracks 4, 6) - Per Nordmark – pandero (track 7) | The Françafrique Children’s Choir - Rosie Ford - Grace Darces-Mannings - Elisa-Jane Pasfield - Jack Holman-Brown - Bianca Fonti - Hugo Roles Producción - Nick Launay – producción, mezcla - Adam "Atom" Greenspan – asistente de producción, ingeniero de sonido - Bernie Grundman – masterización - Shellback – producción (tracks 1, 8) - Michael Ilbert – producción, ingeniero de sonido, mezcla (tracks 1, 8) - Nanni Johansson – asistente de ingeniero de sonido (tracks 1, 8) - Tom Coyne – masterización (tracks 1, 8) - Gustav Lindelöw – grabación adicional - Jonathon Baker – asistente de ingeniero de sonido (The Françafrique Children’s Choir) - Christoffer Berg – diseño del sonido adicional (tracks 3, 5) - Fredrik Söderberg – mezclas - Daniel Andersson – diseño y arte |

## Charts
| Chart (2015)                            | Peak |
| --------------------------------------- | ---- |
| Australia (ARIA)                        | 10   |
| Finlandia (Suomen Virallinen Lista)     | 35   |
| Alemania (Media Control Charts)         | 37   |
| Suecia (Sverigetopplistan)              | 2    |
| Estados Unidos (Billboard 200)          | 161  |
| Estados Unidos (Top Alternative Albums) | 18   |
| Estados Unidos (Independent Albums)     | 10   |
| Estados Unidos (Top Rock Albums)        | 23   |
| Estados Unidos (Top Tastemaker Albums)  | 7    |